# 이적 (1375년)
이적(李逖, 1375년∼ 1450년)은 조선 전기 문신이다. 본관은 여주(驪州)이다.

## 생애
대제학을 지낸 이행(李行)의 아들이다. 문과 급제 후 공조참판, 경기도 관찰사, 대사헌 등을 역임했다. 사은부사로 명나라에 다녀왔다. 직제학(直提學)으로서 ‘언토장자(諺吐莊子)’라는 책을 저술하였다.

## 가족
- 선고(先考)
  - 대제학 이행
- 선비
  - 전주 류씨 서산부원군 대제학 류숙의 딸
  - 배위
    - 하동 정씨 감찰 정제의 딸